# Céilidh
Een céilidh (Iers), moderne vereenvoudigde spelling céilí, meervoud céilithe, (Schots-Gaelisch) cèilidh, uitspraak kje:lji:, is van oorsprong een sociale bijeenkomst of feest in Ierland. Volgens de moderne betekenis is het een viering met traditionele Goidelische dans en muziek. Tegenwoordig zijn céilithe aan te treffen in de gehele Ierse en Schotse diaspora.
Céilithe waren voorlopers van de moderne uitgaansgelegenheden. Op deze bijeenkomsten zorgden muziek, dans en poëzie voor amusement. Céilidh betekent letterlijk bezoek. Rondtrekkende muzikanten waren altijd welkom.
- In de films Local Hero (1983) en The Magdalene Sisters (2002) is een céilidh te zien.
- Het nummer Céilidh van de band The Real McKenzies beschrijft céilithe.